# Casatenovo

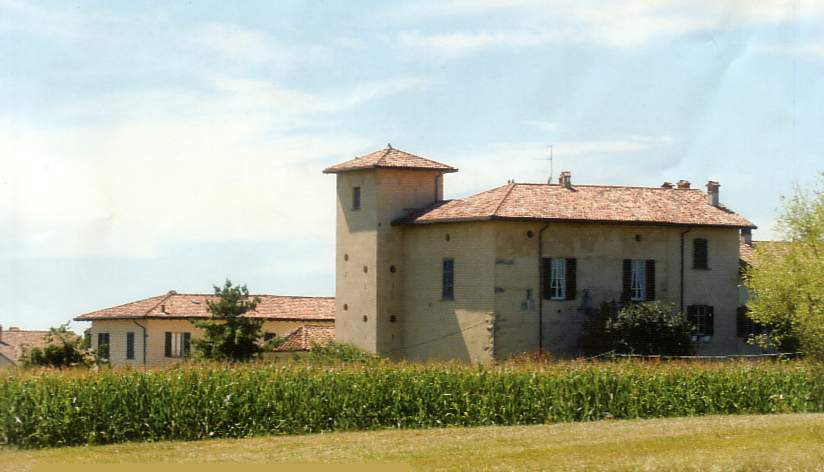

Casatenovo is een gemeente in de Italiaanse provincie Lecco (regio Lombardije) en telt 12.242 inwoners (31-12-2004). De oppervlakte bedraagt 12,7 km², de bevolkingsdichtheid is 990 inwoners per km².
De volgende frazioni maken deel uit van de gemeente: Galgiana, Campofiorenzo, Cascina Bracchi, Valaperta.

## Demografie
Casatenovo telt ongeveer 4710 huishoudens. Het aantal inwoners steeg in de periode 1991-2001 met 10,8% volgens cijfers uit de tienjaarlijkse volkstellingen van ISTAT.
| Jaar | Inwoneraantal |
| ---- | ------------- |
| 1991 | 10.725        |
| 2001 | 11.884        |

## Geografie
Casatenovo grenst aan de volgende gemeenten: Besana in Brianza (MI), Camparada (MI), Correzzana (MI), Lesmo (MI), Lomagna, Missaglia, Monticello Brianza en Usmate Velate (MI).

## Geboren
- Roberto Colombo (1927-1957), motorcoureur